# Luca Lionello
Luca Lionello, all'anagrafe Gianluca Lionello (Roma, 9 gennaio 1964), è un attore italiano.

## Biografia
Figlio dell'attore e doppiatore Oreste Lionello e fratello delle doppiatrici Cristiana e Alessia, inizia la sua attività artistica come attore al cinema con il film adolescenziale Sposerò Simon Le Bon, al fianco di Gianmarco Tognazzi; ha recitato in fiction di successo come San Pietro (2005), regia di Giulio Base, e Sospetti 3, regia di Luigi Perelli; è co-protagonista nel film L'italiano (2002), regia di Ennio De Dominicis e recita nel film La passione di Cristo (2004) di Mel Gibson, nel ruolo di Giuda Iscariota, e in Concorso di colpa (2005), regia di Claudio Fragasso. 
Nel 2003 lo troviamo in Blindati, altra miniserie di Claudio Fragasso, dove interpreta la parte di Stano Zenenka, lo spietato killer albanese della famiglia Callea. Nel 2006 è co-protagonista del film Cover-boy del regista Carmine Amoroso, per il quale riceve una candidatura al David di Donatello per il miglior attore non protagonista. Nel 2007 è protagonista del film Nero bifamiliare, con Claudia Gerini, con la regia di Federico Zampaglione, e recita nel film K. Il bandito, per la regia di Martin Donovan.
Nel 2010 torna ad affiancare da co-protagonista l'amico di sempre, Gianmarco Tognazzi, nel film di Claudio Fragasso Le ultime 56 ore. Nel 2012 interpreta il ruolo del killer Nerone nella quarta serie di Squadra antimafia - Palermo oggi.
Nel 2015 interpreta, come protagonista, il film Ultima fermata di Giambattista Assanti, recitando a fianco di Claudia Cardinale, Francesca Tasini e Sergio Assisi. Il suo ruolo è quello di Rocco Capossela, figlio di un anziano capotreno. Il film, nel 2016, è stato candidato al David di Donatello. Nello stesso anno recita accanto al comico e attore Paolo Cevoli nel film Soldato semplice.

## Filmografia

### Cinema
- Diavolo in corpo, regia di Marco Bellocchio (1986)
- Sposerò Simon Le Bon, regia di Carlo Cotti (1986)
- Mak π 100, regia di Antonio Bido (1987)
- Don Bosco, regia di Leandro Castellani (1988)
- Piccole stelle, regia di Nicola Di Francescantonio (1988)
- Paprika, regia di Tinto Brass (1991)
- Gangsters, regia di Massimo Guglielmi (1992)
- Il cielo è sempre più blu, regia di Antonello Grimaldi (1995)
- Il decisionista, regia di Mauro Cappelloni (1997)
- Il delitto di Via Monte Parioli, regia di Antonio Bonifacio (1998)
- L'italiano, regia di Ennio De Dominicis (2002)
- Zorba il Buddha, regia di Lakshen Sucameli (2004)
- La passione di Cristo (The Passion of the Christ), regia di Mel Gibson (2004)
- Concorso di colpa, regia di Claudio Fragasso (2005)
- Sangue - La morte non esiste, regia di Libero De Rienzo (2005)
- Mary (Mary), regia di Abel Ferrara (2005)
- Cover-boy, regia di Carmine Amoroso (2007)
- Nero bifamiliare, regia di Federico Zampaglione (2007)
- K. Il bandito, regia di Martin Donovan (2007)
- La fabbrica dei tedeschi, regia di Mimmo Calopresti (2008)
- Sandrine nella pioggia, regia di Tonino Zangardi (2008)
- Ti stramo - Ho voglia di un'ultima notte da manuale prima di tre baci sopra il cielo, regia di Pino Insegno e Gianluca Sodaro (2008)
- Le ombre rosse, regia di Citto Maselli (2009)
- Le ultime 56 ore, regia di Claudio Fragasso (2010)
- Balkan Bazar, regia di Edmond Budina (2011)
- Passannante, regia di Sergio Colabona (2011)
- L'uomo gallo, regia di Dario D'Ambrosi (2011)
- Il sole dei cattivi, regia di Paolo Consorti (2013)
- Il ragioniere della mafia, regia di Federico Rizzo (2013)
- Roma criminale, regia di Gianluca Petrazzi (2013)
- Bota Café (Bota), regia di Iris Elezi e Thomas Logoreci (2014)
- Figli di Maam, regia di Paolo Consorti (2014)
- Fantasticherie di un passeggiatore solitario, regia di Paolo Gaudio (2015)
- Soldato semplice, regia di Paolo Cevoli (2015)
- Ultima fermata, regia di Giambattista Assanti (2015)
- Calcolo infinitesimale, regia di Enzo Papetti (2016)
- Il giocatore invisibile, regia di Stefano Alpini (2016)
- Ninna Nanna, regia di Enzo Russo e di Dario Germani (2017)
- Youtopia, regia di Berardo Carboni (2018)
- Oltre la nebbia - Il mistero di Rainer Merz, regia di Giuseppe Varlotta (2018)
- Credo in un solo padre, regia di Luca Guardabascio (2019)
- Havana Kyrie, regia di Paolo Consorti (2020)
- Padre Pio, regia di Abel Ferrara (2022)
- I limoni d'inverno, regia di Caterina Carone (2023)
- Nonostante, regia di Valerio Mastandrea (2024)

### Televisione
- Diciottanni - Versilia 1966 – serie TV, episodi 1x04, 1x05 (1986)
- Rally, regia di Sergio Martino – miniserie TV (1989)
- L'ispettore Sarti - Un poliziotto, una città – serie TV, episodio 1x04 (1991)
- Una famiglia in giallo, regia di Luciano Odorisio – miniserie TV (1991)
- Contro ogni volontà, regia di Pino Passalacqua – miniserie TV (1992)
- Ladri si diventa, regia di Fabio Luigi Lionello – film TV (1998)
- Deserto di fuoco, regia di Enzo G. Castellari – miniserie TV (1997)
- Operazione Odissea, regia di Claudio Fragasso – miniserie TV (2000)
- La banda, regia di Claudio Fragasso – film TV (2001)
- Francesco, regia di Michele Soavi – miniserie TV (2002)
- Blindati, regia di Claudio Fragasso – miniserie TV (2003)
- Gli occhi dell'amore, regia di Giulio Base – film TV (2005)
- Sospetti – serie TV, 6 episodi (2005)
- San Pietro, regia di Giulio Base – miniserie TV (2005)
- Paolo VI - Il papa nella tempesta, regia di Fabrizio Costa – miniserie TV (2008)
- Vita da paparazzo, regia di Pier Francesco Pingitore – miniserie TV (2008)
- Squadra antimafia - Palermo oggi – serie TV, 10 episodi (2012)
- Fuoco amico TF45 - Eroe per amore – serie TV (2016)
- Non uccidere – serie TV, episodio 2x06 (2017)
- Don Matteo – serie TV, episodio 11x25 (2018)
- Curon – serie TV, 7 episodi (2020)
- Dostoevskij, regia Damiano e Fabio D’Innocenzo – miniserie TV (2024)

## Doppiaggio

### Cinema
- John  Cusack in Stand by Me - Ricordo di un'estate
- Tom Cruise in Legend
- Jude Law in Wilde
- Vincent Pérez in Cyrano de Bergerac
- Michael J. Fox in Doc Hollywood - Dottore in carriera
- Charlie Sheen in Ore contate
- Peter MacNicol in Ghostbusters II - Acchiappafantasmi II
- Alan Cox in Mrs. Dalloway
- Paul Schneider in Elizabethtown
- David Threlfall in Alien Autopsy
- Peter Mochrie in Scherzi maligni
- Matthew Dyktynski in Amore e altre catastrofi
- Crispin Glover in Buon compleanno Mr. Grape

### Telefilm
- Seth Green in It
- Jeff Roop in Assemblaggio cruciale
- Michael Pearlman e Justin Whalin in Baby Sitter
- Ken Hanes e Mykel Shannon Jenkins in Beautiful

### Serie animate
- Mamen (1ª voce) in Hunter X Hunter[1]
- Ben Taylor ne Il postino Pat[2]